# بی‌وای‌دی اس۶
بی‌وای‌دی اس۶، اولین مدل اس‌یووی شرکت چینی بی‌وای‌دی است که به صورت مستقل توسط این شرکت طراحی و ساخته شده‌است.
این خودرو از لحاظ طراحی به مدل لکسوس آرایکس شرکت ژاپنی لکسوس بسیار شباهت دارد. بی‌وای‌دی اس۶ اولین بار در اواخر سال ۲۰۱۰ در نمایشگاه بین‌المللی خودرو شهر گوانگ ژو کشور چین رونمایی شد، و از سال ۲۰۱۱ که برای اولین بار در شهر چانگشای چین به فروش رسید. از آن پس این مدل به دلیل طراحی قوی، کارایی بالای سیستم الکترونیکی و ایمنی فروش موفقی را تجربه کرده‌است. این خودرو با فروش ۱۵٬۰۰۰ دستگاه در دسامبر سال ۲۰۱۱ پرفروش‌ترین اس یو وی در بازار داخلی چین شد و جایزه پرسرعت‌ترین فروش را در میان اس یو وی‌های سال به خود اختصاص داد. به این خودرو همچنین لقب "اس‌یووی سال" داده شد که پرافتخارترین لقب در صنعت خودروسازی چین است. قیمت بی‌وای‌دی اس۶ در بازار چین از ۹۰ هزار یوان معادل ۱۴۴۷۰ دلار آمریکا برای مدل ۲٫۰ لیتری با گیربکس دستی شروع می‌شود و گران‌ترین مدل ۲٫۴ لیتری آن حدود ۱۳۷ هزار یوان معادل ۲۲ هزار دلار قیمت دارد
این خودرو در ایران و در شرکت کارمانیا که زیر مجموعه شرکت کرمان موتور است به فروش می‌رسد.

## مشخصات فنی
بی‌وای‌دی اس۶ در بازار ایران مجهز به موتور ۴ سیلندر ۲۴۰۰ سی‌سی یا همان ۲٫۴ لیتری ۱۶۷ اسب بخاری و با ۲۳۰ نیوتن متر گشتاور می‌باشد. گیربکس اتوماتیک این خودرو ۶ دنده اتوماتیک دوکلاچه Dual-clutch transmission یا همان (DCT) است. حداکثر سرعت این خودرو ۱۹۵ کیلومتر بر ساعت است. از مزایای موتور این خودرو می‌توان به سازگاری با بنزین ایرانی، امکان رسیدن به دور موتور ۶۰۰۰rpm، مصرف سوخت مناسب، هماهنگی خوب موتور و گیربکس اشاره نمود. ترمزهای این خودرو ساخت بوش آلمان است که جلو دیسکی خنک شونده و عقب دیسکی می‌باشد و ترمزهای این خودرو هم قوی است. از معایب موتور این خودرو نفوذ زیاد صدای موتور در دور موتورهای بالای ۴۲۰۰rpm است که به دلیل وجود زنجیر تایم است در عوض صدای زیاد مصرف سوخت واستهلاک کمتری به شما میدهد.

## طراحی ظاهری
طراحی و پلت فرم این خودرو از لکسوس آرایکس مدل ۳۵۰ گرفته شده‌است و در بخش بیرونی قسمت لچکی‌های شیشه عقب و رکاب خودرو مانند این خودرو است و داخل این خودرو عیناً مانند آرایکس است که مانند این خودرو مانیتور تو رفته، ستون وسط بزرگ، قسمت خالی بین دسته دنده و کنسول وسط و فرم صندلی‌ها است. از لحاظ معایب این طراحی این است که این پلت فرم در سال ۲۰۰۴ است و بعد از گذشت چند سال از طراحی دوباره عیناً همان مدل تولید می‌کنند و قدیمی است.

## امکانات رفاهی
این خودرو مجهز به صفحه کیلومتر TFT با قابلیت تغییر رنگ، سیستم پاور ویندوز، کامپیوتر سفر، صندلی راننده هشت حالته برقی، آینه‌های جانبی تاشو با گرمکن، سیستم ورود بدون کلید به همراه استارت دکمه ای، چراغ خوشامد گویی، آینه الکتروکرومیک به همراه قطب‌نما، مانیتور ۷ اینچی به همراه نویگیشن و بلوتوث، AUX و یواس بی، کروز کنترل، در باک برقی، فرمان و تودوزی چرمی، فرمان MFC (کلیدها کنترلی سیستم صوتی و کروز کنترل)، سانروف و … می‌باشد. نبود امکاناتی مانند گرمکن صندلی‌ها در این خودرو باعث ضعف از لحاظ امکانات رفاهی این خودرو می‌شود.

## امکانات ایمنی
این خودروی کراس‌اوور چینی دارای تجهیزات ایمنی: ۶ کیسه هوا که در ۱۰ نقطه باز می‌شود، هشدار بسته نبودن کمربند، سنسور پارک عقب و جلو، دوربین دنده عقب و دوربین دید جانبی آینه سمت راست، صندلی‌های عقب مجهز به ایزوفیکس، هشدار فعال بودن ترمز دستی و… می‌باشد. نبود امکاناتی مانند سیستم کنترل شروع حرکت و ESP باعث ضعف مشاهده می‌شود.

## عرضه و فروش در ایران
بی‌وای‌دی اس۶ در اوایل تیر ماه سال ۱۳۹۵ توسط شرکت خودرو سازی کارمانیا که زیر مجموعه گروه خودرو سازی کرمان خودرو است، به ایران عرضه شد و قیمت حدود ۹۲ میلیون تومان فروش خود را آغاز کرد.
رقبای این خودرو در بازار ایران عبارتند از هایما اس۷، چری تیگو ۵ و جک اس۵.